# Проспект Текстильщиков (Херсон)
Проспект Текстильщиков — проспект в Днепровском районе (микрорайон ХБК) в городе Херсоне. Соединяет улицы Перекопскую с Крымской. Проспект сформировался в 50—70-х годах XX века.
Проспект Текстильщиков начинается от памятника Т. Г. Шевченко (авторы скульптор И. Г. Белокур и архитектор Ю. П. Тарасов), открытого в 1971 году. Памятник установлен на широкой аллее и обращен в сторону главного фасада Дворца культуры текстильщиков.

Эта современная городская магистраль — воплощенная мечта великого украинского поэта: Дворец молодежи и студентов, удобные жилые дома — для народа, сам проспект, названный именем тех, кто своим трудом создает народное богатство. Замыкает перспективу проспекта кинотеатр «Спутник», открытый в 1961 г., два 9-этажных жилых дома № И и № 10 с промтоварными магазинами на первых этажах, здание новой АТС на 10 тыс. номеров. Проспект Текстильщиков молод, невелики его размеры, но без этого живописного, утопающего в зелени уголка Херсон трудно себе представить.— "Херсон. Улицы помнят" авторы Л. И. Костюк, В. Ф. Ракович, И. Д. Ратнер
XV сессия Горсовета 23-го созыва на своем заседании рассмотрела вопрос о присвоении имени ранее безымянной площади, расположенной возле установленного на проспекте Текстильщиков памятника Тарасу Шевченко, и приняла решение: «По случаю 10-летия независимости Украині и с целью увековечивания памяти Т. Г. Шевченка площадь возле памятника Т. Г. Шевченку назвать: „Площадь имени Т. Г. Шевченка“».